# Осока ложнокурайская
Осо́ка ложнокура́йская (лат. Carex pseudocuraica) — многолетнее травянистое растение, вид рода Осока (Carex) семейства Осоковые (Cyperaceae).

## Ботаническое описание
Корневище короткое, не ползучее, с длинными, трёхгранными, стелющимися, более менее утолщёнными побегами, дающее вертикальные вегетативные и репродуктивные побеги. Стебли с расставленными узлами.
Листья плоские, шириной до 4 мм. Сторона влагалища, противоположная пластинке листа, травянистая и лишь около устья перепончатая.
Колоски все андрогинные или верхние и средние андрогинные или тычиночные, а нижние пестичные, в числе (5)7—9(10), собраны в густой колос длиной до 2—2,5 см. Чешуи яйцевидные, острые, ржавые, короче мешочков. Мешочки тонко-кожистые, яйцевидные или яйцевидно-эллиптические, длиной 3—3,5(5) мм, плоско-выпуклые, кверху слегка крылатые и по краю выгрызенно-зубчатые, спереди с многочисленными, сзади с неясными и тонкими немногими жилками, в основании сильно губчатые, с клиновидным основанием, постепенно суженные в уплощенный и зазубренный, узко крылатый, едва двузубчатый носик. Кроющий лист чешуевидный.
Плод не полностью заполняет мешочек, в 1,5—2 раза короче и у́же его. Плодоносит в июне.
Вид описан из бассейна Амгуни и Амура.

## Распространение и экология
Ареал вида охватывает Восточную Сибирь: Арктика (низовья Колымы), окрестности Верхоянска, бассейн верхнего течения Колымы и к югу от нижнего течения Вилюя и Алдана, восточная часть бассейна Ангары и Саян, Даурия; Дальний Восток: Удский и Зее-Буреинский районы, Уссурийский край, Сахалин, Курилы (острова Кунашир и Шикотан); Восточную Азию: Северо-Восточный Китай, полуостров Корея, остров Хоккайдо.
Произрастает на моховых и травяных болотах, по зарастающим берегам озёр.

## Таксономия
Вид Осока ложнокурайская входит в род Осока (Carex) трибы Cariceae подсемейства Сытевые (Cariceae) семейства Осоковые (Apiaceae) порядка Злакоцветные (Poales).
|  |                                      |  |                                                             |                                                             |                    |  | ещё 17 семейств (согласно Системе APG II) | ещё 17 семейств (согласно Системе APG II)         |                                                   |  |  |  | ещё 13 триб (согласно Системе APG II) | ещё 13 триб (согласно Системе APG II) |  |  |  |  | ещё более 2450 видов | ещё более 2450 видов |
|  |                                      |  |                                                             |                                                             |                    |  | ещё 17 семейств (согласно Системе APG II) | ещё 17 семейств (согласно Системе APG II)         |                                                   |  |  |  | ещё 13 триб (согласно Системе APG II) | ещё 13 триб (согласно Системе APG II) |  |  |  |  | ещё более 2450 видов | ещё более 2450 видов |
|  |                                      |  |                                                             | порядок Злакоцветные                                        |                    |  |                                           |                                                   | подсемейство Сытевые                              |  |  |  |                                       | род Осока                             |  |  |  |  |                      |                      |
|  |                                      |  |                                                             | порядок Злакоцветные                                        |                    |  |                                           |                                                   | подсемейство Сытевые                              |  |  |  |                                       | род Осока                             |  |  |  |  |                      |                      |
|  | отдел Цветковые, или Покрытосеменные |  |                                                             |                                                             | семейство Осоковые |  |                                           |                                                   | триба Cariceae                                    |  |  |  | вид Осока ложнокурайская              |                                       |  |  |  |  |                      |                      |
|  | отдел Цветковые, или Покрытосеменные |  |                                                             |                                                             |                    |  |                                           |                                                   |                                                   |  |  |  |                                       |                                       |  |  |  |  |                      |                      |
|  |                                      |  | ещё 44 порядка цветковых растений (согласно Системе APG II) | ещё 44 порядка цветковых растений (согласно Системе APG II) |                    |  |                                           | подсемейство Мапаниевые (согласно Системе APG II) | подсемейство Мапаниевые (согласно Системе APG II) |  |  |  | ещё около 100 родов                   | ещё около 100 родов                   |  |  |  |  |                      |                      |
|  |                                      |  |                                                             | ещё 44 порядка цветковых растений (согласно Системе APG II) |                    |  |                                           |                                                   | подсемейство Мапаниевые (согласно Системе APG II) |  |  |  |                                       | ещё около 100 родов                   |  |  |  |  |                      |                      |